# Šaranduwa
Šaranduwa era una ciutat hitita situada al sud-oest del llac de la Sal i en direcció al riu Hulaya (al nord-est o est de Lukka).
Quan Hattusilis III va instaurar el regne de Tarhuntasa que va cedir a Kurunta, fill de Muwatal·lis II, al que havia criat, va incloure aquesta ciutat entre les possessions del nou regne.